# عین جالوت

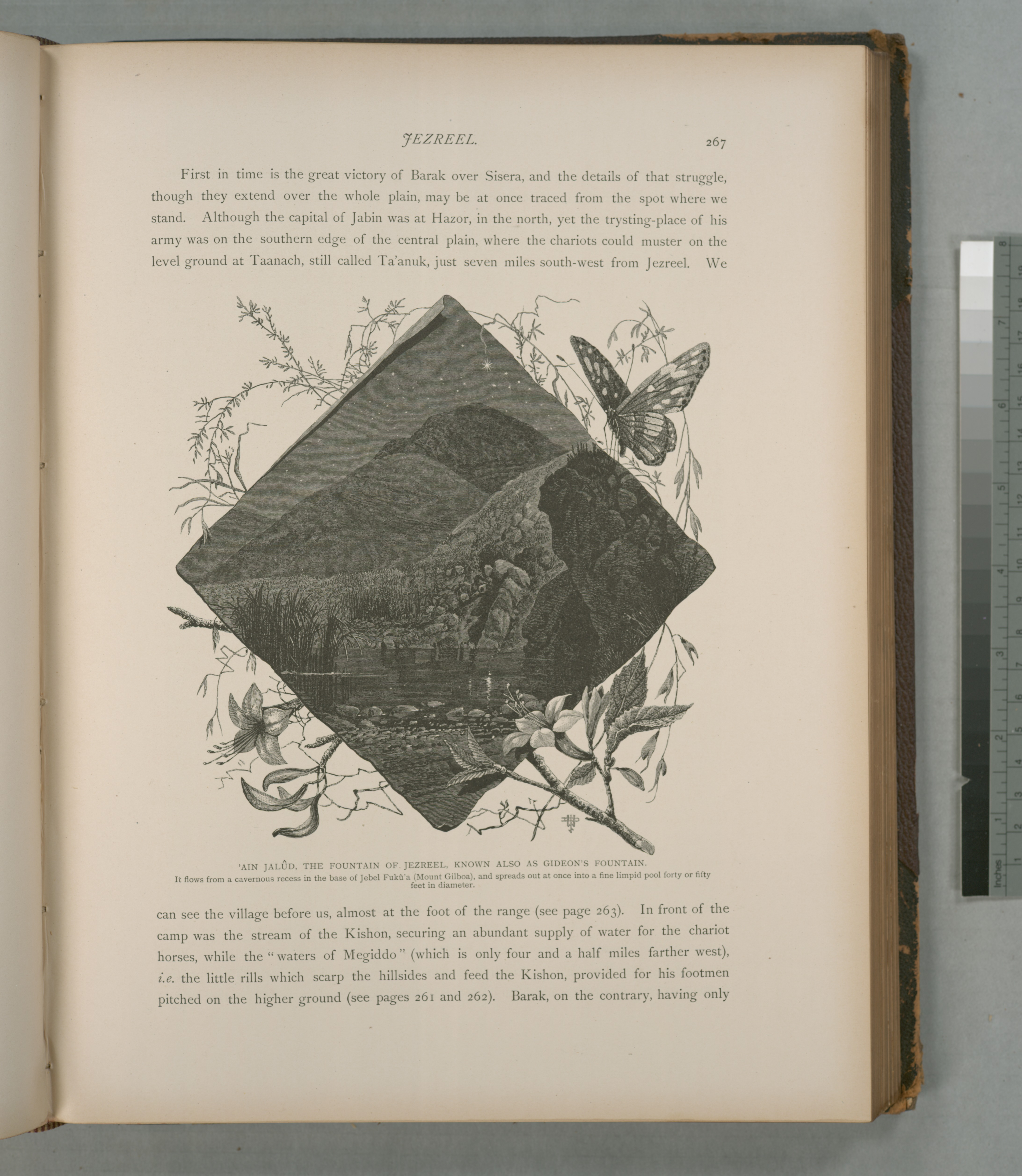
نمایی از مدخل کتاب «Picturesque Palestine, Sinai, and Egypt» ویرایش شده توسط چارلز ویلیام ویلسون در فلسطین، دههٔ ۱۸۷۰ میلادی. عین جالوت، چشمه یزرعیل، که به نام چشمه گیدون نیز شناخته می‌شود، از یک فرورفتگی غاردار در پایه جبل فوکوآ (کوه گیلبوآ) جاری می‌شود و به یک‌باره در یک حوضچه زلال خوب به قطر چهل یا پنجاه‌فوت، گسترش می‌یابد.

عین جالوت یا عین هارود (عبری: עין חרוד) یا چشمه هارود، نام منطقه‌ای در نزدیکی عین هارود در دره جزیل در اسرائیل است که به عقیده یهودیان و برخی از پیروان ادیان ابراهیمی، نبرد عین جالوت در این منطقه رخ داده است. این کلمه برگرفته از جالوت، پهلوان سامی است.